# 鈴木ユリア
鈴木 ユリア（すずき ゆりあ、1999年10月6日 - ）は、日本の女優、タレント、ファッションモデル。神奈川県出身。プラチナムプロダクション所属。

## 来歴
2015年5月公開の映画『あん』（河瀨直美監督）に、ワカナが通う中学の同級生として出演。
2017年に始まった恋愛リアリティ番組『今日、好きになりました。』（AbemaTV）に出演。西村涼太郎に告白しカップルを成立させる。
2018年2月、プラチナムへの移籍を機に鈴木優吏愛から「鈴木ユリア」に改名。2019年12月、週刊ヤングマガジン連載の漫画『MFゴースト』（作：しげの秀一）から派生したグラドルユニット「MFGエンジェルス」のメンバーに就任し、翌2020年1月10日-12日開催の「東京オートサロン2020」イメージガールも務めた。

## 人物
- 特技は極真空手（3級・第1回神奈川県空手道選手権大会“横浜カップ2009”優勝）[5]、舌をお花の形にする、首のくぼみにお金が入る。
- 趣味はスノーボード、カラオケ、ホットヨガ、生物について調べる、音楽鑑賞
- 塗装業のアルバイトをしながらタレント活動をしており、MFGエンジェルスのオーディションでは作業着で応募したという逸話がある[6]。
- 母子家庭で貧乏だったため、青春時代はタニシや野草を食べていたと『勇者ああああ』出演時に語っている[7]。

## 出演

### 映画
- あん（2015年） - 女子中学生3人組のひとり ※村田優吏愛 名義

### テレビドラマ
- 白衣の戦士! 第1・6話（日本テレビ） - 麗奈役[8][9]

### その他のテレビ番組
- 紺野、今から踊るってよ（2016年7月22日未明、テレビ東京）[2]
- 勇者ああああ “モンスターファーム配信記念! 青春の1曲バトル”（2019年10月11日未明、テレビ東京）[7]
- フジテレビ「ホンマでっか!?TV」（2018年4月25日放送）- “学校生活評論家”としてゲスト出演[10]
- フジテレビ「テッパチ!」

### CM
- 日清食品「カレーメシ」（2018年・大川成美と共演）[11]
- OPPO「Reno A」（2019年・指原莉乃と共演）[12]
- boardアプリ
- ローソン「からあげくん」(WebCM)

### ミュージックビデオ
- 秦基博「聖なる夜の贈り物」（アルバム『青の光景』所収・2015年）

### Web
- AbemaTV「今日、好きになりました。」第1弾[1]
- AbemaTV「もう、好きになりました。」第7弾

### 雑誌
- VIBES(バイブス) 表紙
- RANZUKI 読者モデル
- JELLY 読者モデル
- ヤングガンガン巻末グラビア(2016年10月)
- ヤングマガジンブレイキンガールグラビア(2017年1月)
- 週刊プレイボーイギャル企画
- 辰巳出版「パチンコオリジナル必勝法」オリ法ガールズ（2018年）[13]
- 講談社「週刊ヤングマガジン」(2020年 22・23号)[14]

### イベント
- サンリオピューロランド「EXTENSION vol1」ファッションステージ（2016年4月30日）[15]
- 東京ストリートコレクション Vol.5（2017年8月19日、STUDIO COAST）[16]
- 東京オートサロン2020 イメージガール（2020年1月10日-12日、幕張メッセ）[動画 1]
- みんなのKEIBA「サマー・ウーマンズ・グランプリ2020」（フジテレビ・2020年8月）[動画 2]

### 動画
1. 1 2  オートスポーツweb（三栄）東京オートサロン2020を盛り上げる5人の天使たち「MFGエンジェルス」 - YouTube（2020年1月7日）2020年12月13日閲覧。
2. ↑  みんなのKEIBA サマー・ウーマンズ・グランプリ2020 Entry No.14「鈴木ユリア」 - YouTube（2020年8月3日）2020年12月13日閲覧。